# Hermann Steppuhn
Hermann Steppuhn (* 14. Mai 1827 in Lackmedien, früher Medlauken, Kreis Friedland; † 8. Mai 1907 auf Gut Liekeim, Kreis Bartenstein) war ein deutscher Rittergutsbesitzer und Reichstagsabgeordneter.

## Leben
Steppuhn besuchte die Herzog-Albrechts-Schule (Rastenburg). 1862 erwarb er das Rittergut Liekeim bei Bartenstein. 1882–1888 war er Mitglied des Provinziallandtags der Provinz Ostpreußen. Ab 1873 war er Amtsvorsteher. Weiter war er Mitglied des Kreistages und Kreis-Ausschusses des Kreises Friedland in Ostpreußen. Als Mitglied der Deutschkonservativen Partei saß er 1893–1898 für den Reichstagswahlkreis Regierungsbezirk Königsberg 10 im Reichstag. Er war der Vater von Elisabet Boehm, der Begründerin der Landfrauenbewegung.